# Кузнецов, Иван Семёнович
Ива́н Семёнович Кузнецо́в (род. 10 декабря 1950) — советский и российский историк, специалист по истории сибирского крестьянства и психоистории. Доктор исторических наук, профессор.

## Биография
После окончания средней школы в 1968 году поступил на отделение истории гуманитарного факультета Новосибирского государственного университета. Окончив его в 1973 году и аспирантуру в 1976 году. В 1977 году в Институте истории, филологии и философии СО АН СССР защитил диссертацию на соискание учёной степени кандидата исторических наук по теме «Развитие общественного сознания сибирского крестьянства в период подготовки массовой коллективизации сельского хозяйства (1928—1929 гг.)»
Связал свою последующую деятельность с «альма-матер»: стал преподавать курсы отечественной истории и историографии, с 1995 года —профессор кафедры отечественной истории НГУ.
В 1992 году защитил диссертацию на соискание учёной степени доктора исторических наук по теме «Социальная психология сибирского крестьянства в 1920-е гг.» (специальность 07.00.02 — «отечественная история»).
Первоначально изучал историю сибирского крестьянства. Одним из первых среди отечественных учёных обратился к изучению социально-психологических аспектов истории России.
В 1995 году выпустил монографию «Советский тоталитаризм: очерк психоистории». Опубликовал серию учебных материалов по истории России. В соавторстве с В. А. Исуповым написал книгу «История России с 1917 года до наших дней», которая получила широкую известность среди ученых Сибири.
В последние годы основной интерес сосредоточен на истории создания и социально-политических вопросах развития Новосибирского научного центра. Автор более 100 научных работ, член диссертационного совета Института истории СО РАН.
Живёт в новосибирском Академгородке.

## Краткая библиография
- Советский тоталитаризм: очерк психоистории. — Новосибирск, 1995.
- На пути к «великому перелому»: люди и нравы сибирской деревни 1920-х гг. (психоисторические очерки). — Новосибирск, 2001.
- Новониколаевская губерния — Новосибирская область. 1921—2000. Xроника. Документы. — Новосибирск, 2001 (отв. ред.).
- Рождение Академгородка. 1957—1964. Документальная летопись. — Новосибирск, 2006. 198 с.
- Инакомыслие в новосибирском Академгородке: «Дело инициативной группы». Документальное издание. — Новосибирск, 2006.
- Новосибирский Академгородок в 1968 году: «письмо сорока шести». Документальное издание. — Новосибирск, 2007.
- Новосибирский научный центр: хроника становления. — Новосибирск, 2007.
- У истоков Академгородка: строительство города науки в Сибири (1957—1964). — Новосибирск, 2007.